# Atmósfera primaria
Una atmósfera primaria es una atmósfera de un planeta que se forma por acreción de materia gaseosa del disco de acreción de la estrella del planeta. Planetas como  Júpiter y  Saturno tienen atmósferas primarias. Las atmósferas primarias son muy espesas en comparación con las atmósferas secundarias como la que se encuentra en la Tierra. La atmósfera primaria se perdió en los planetas terrestres debido a una combinación de temperatura de la superficie, masa de los átomos y velocidad de escape del planeta.